# Leiosaurinae
Leiosaurinae – podrodzina jaszczurek z rodziny Leiosauridae.

## Zasięg występowania
Podrodzina obejmuje gatunki występujące w Ameryce Południowej.

## Systematyka
Do podrodziny należą następujące rodzaje:
- Diplolaemus Bell, 1843
- Leiosaurus Duméril & Bibron, 1837
- Pristidactylus Fitzinger, 1843